# Jan Konstanty Żupański

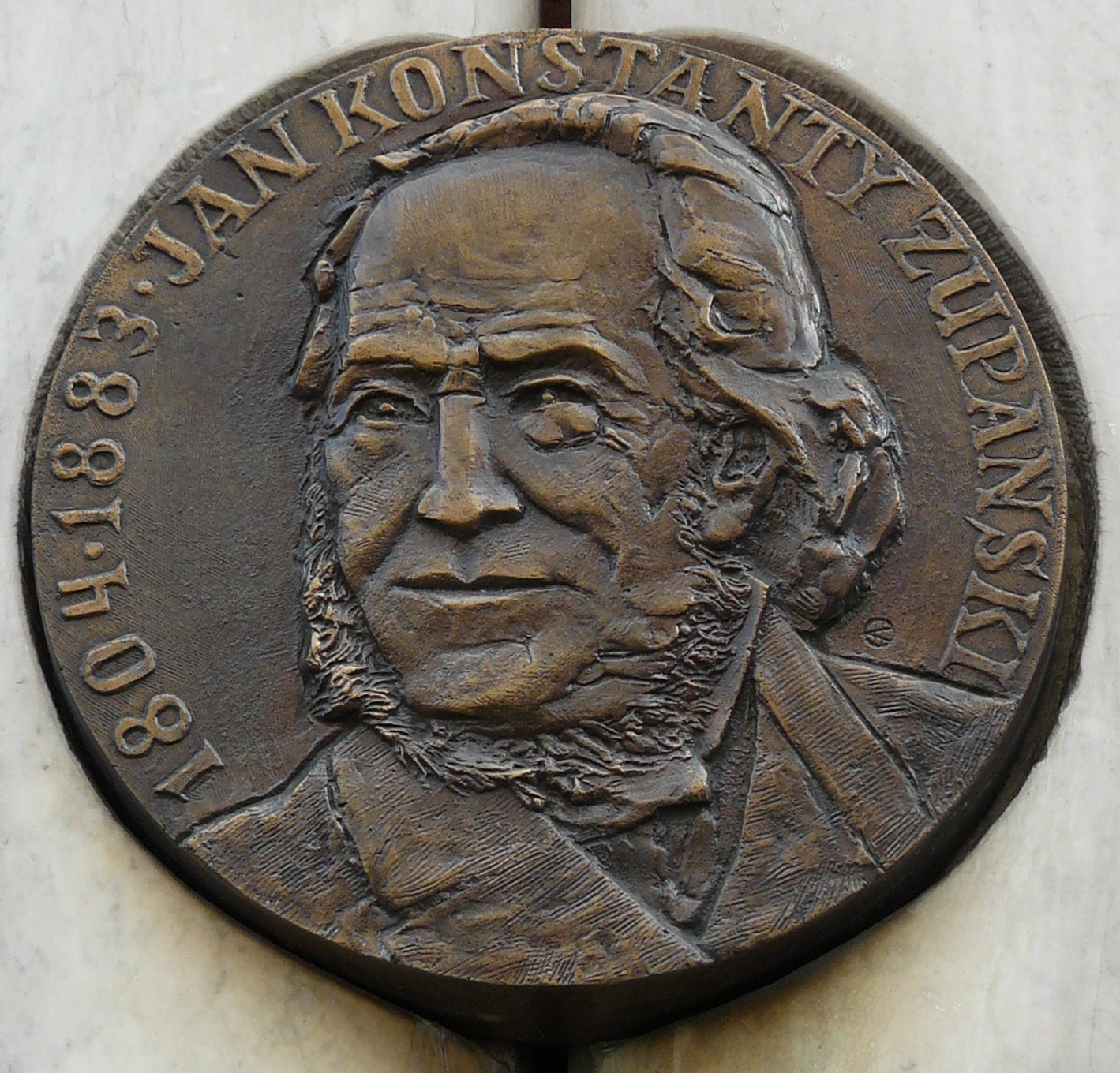
Fragment tablicy pamiątkowej w Poznaniu (ul. Ignacego Paderewskiego) autorstwa prof. Józefa Kopczyńskiego

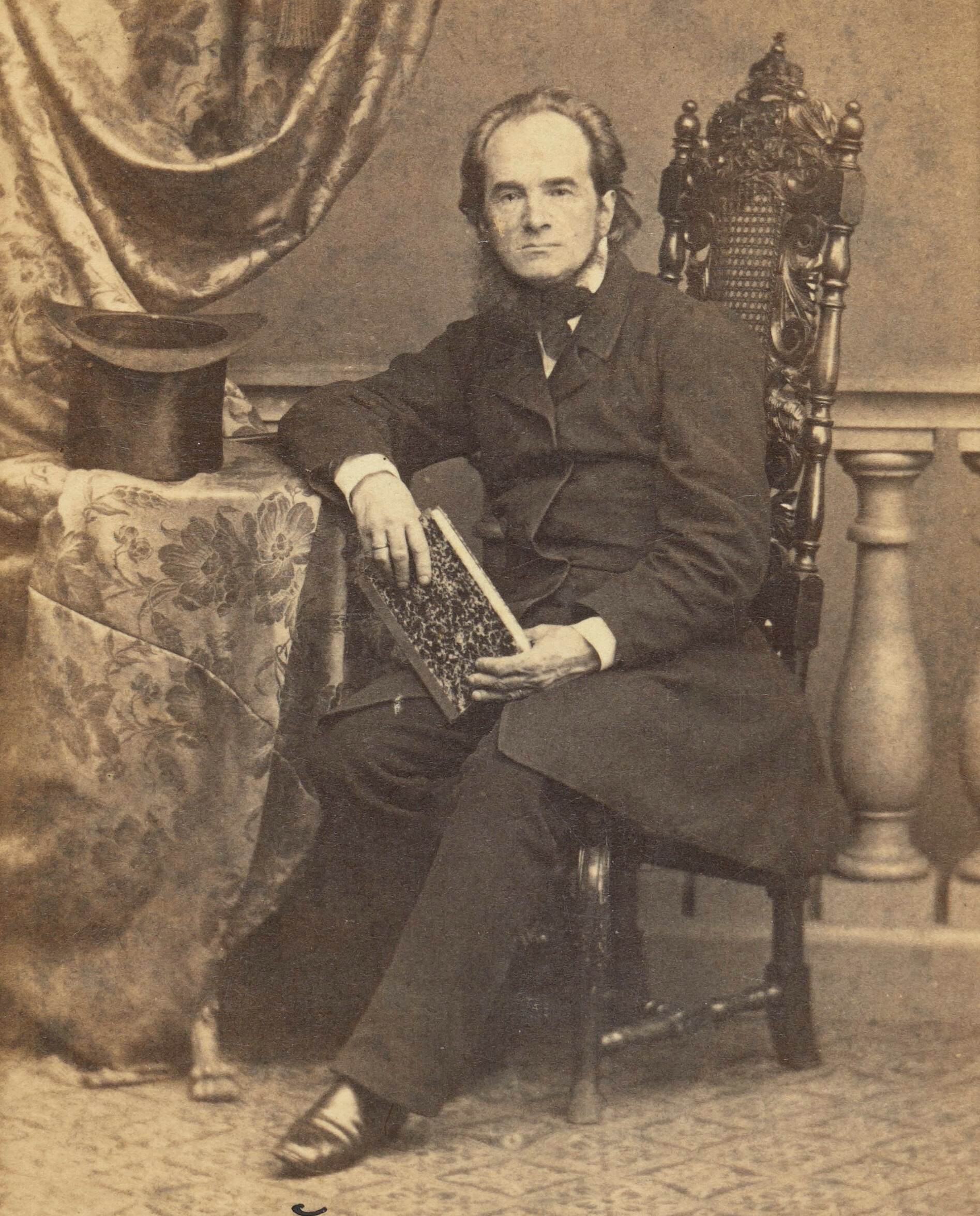
Jan Konstanty Żupański

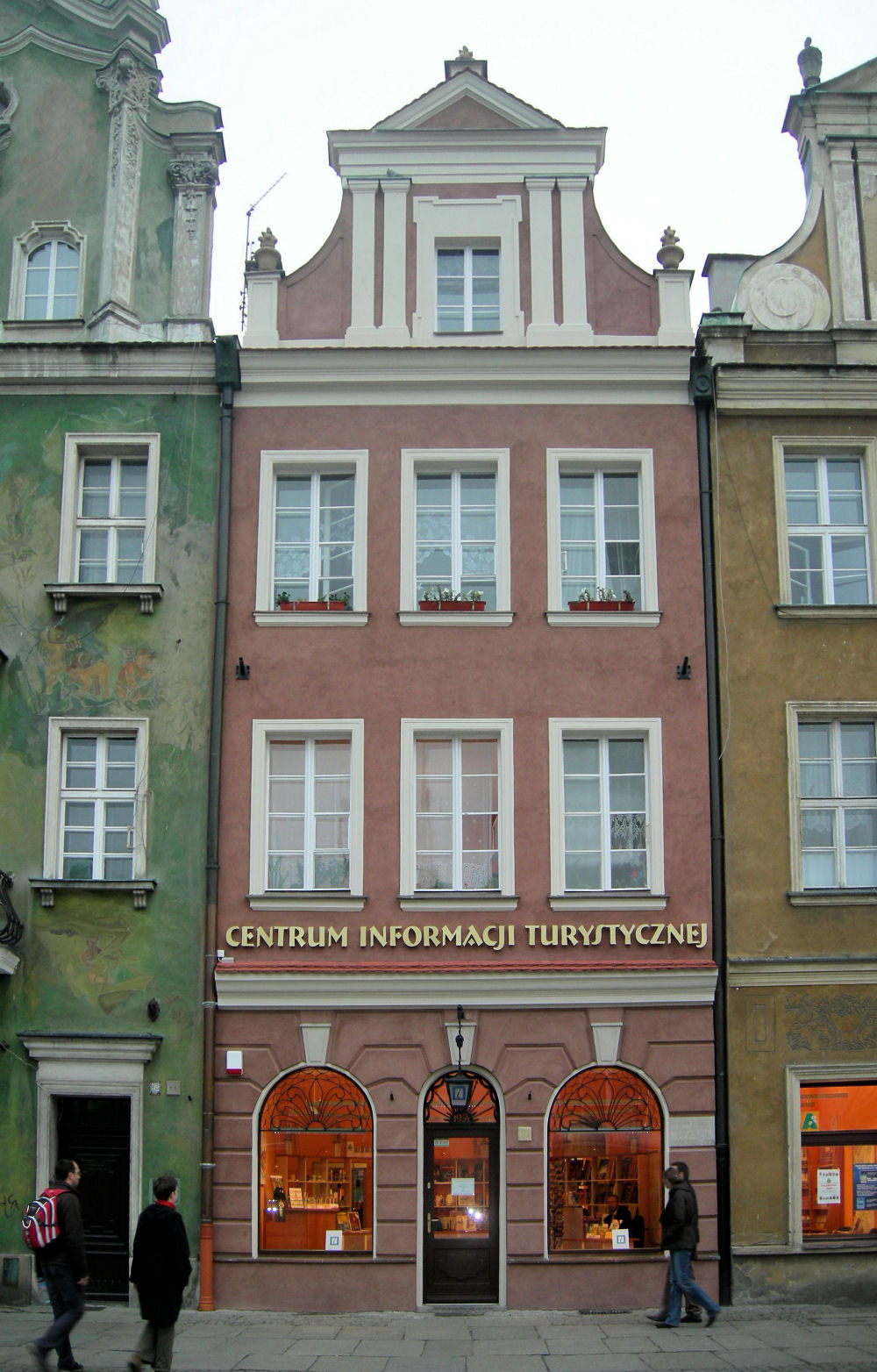
Miejsce urodzenia – Stary Rynek 59 w Poznaniu

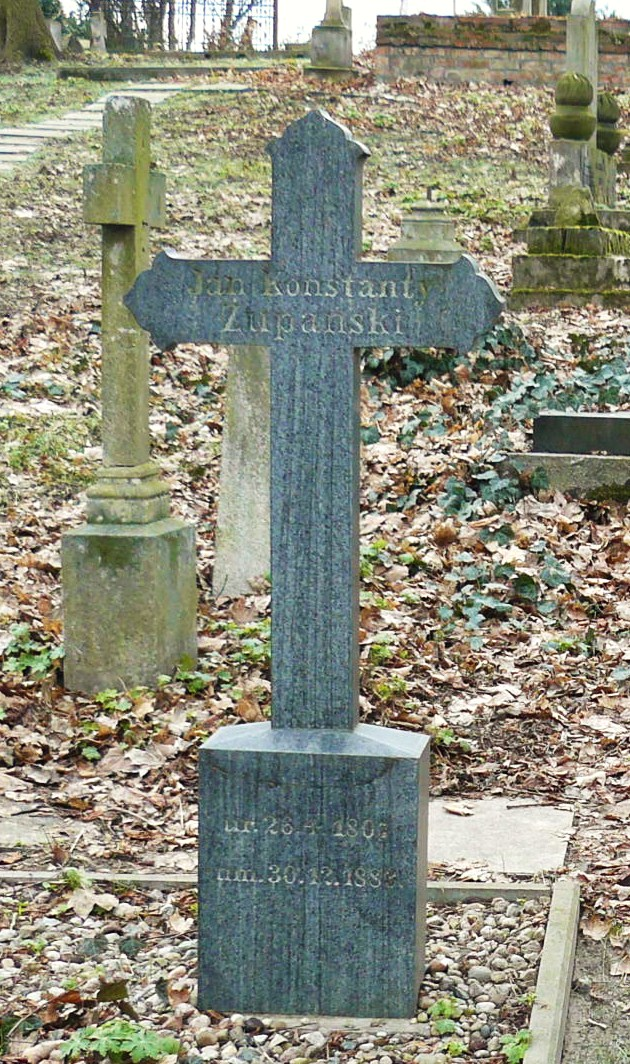
Grób na Cmentarzu Zasłużonych Wielkopolan w Poznaniu

Jan Konstanty Żupański (ur. w czerwcu 1804 (lub w 1803 albo 30 czerwca 1806) w Poznaniu, zm. 30 grudnia 1883 tamże) – polski księgarz i wydawca.

## Życiorys
Pochodził ze spolonizowanej rodziny kupców greckich o nazwisku Zupanos, osiadłych w Wielkopolsce w II poł. XVIII w. W latach 1818–1826 uczęszczał do Gimnazjum św. Marii Magdaleny w Poznaniu, następnie podjął studia prawnicze na Uniwersytecie Berlińskim (1826–1830). Pracował jako aplikant przy Wyższym Sądzie Krajowym w  Berlinie do 1835, udzielał się jednocześnie jako publicysta i tłumacz. W 1835 wrócił na stałe do Poznania, aby przejąć majątek po śmierci ojca. Początkowo zajmował się tłumaczeniem z języka niemieckiego dzieł ekonomicznych, następnie – wykorzystując odziedziczony po ojcu znaczny kapitał – 11 listopada 1839 w domu przy Starym Rynku 8 otworzył księgarnię nakładową. Wkrótce rozwinął jednoczesną działalność wydawniczą. W 1842 uruchomił wypożyczalnię książek polskich i francuskich oraz dział antykwaryczny. Podróżował w sprawach służbowych do Paryża i Brukseli.
Współpracował z Towarzystwem Naukowej Pomocy. Był jednym z inicjatorów powołania w 1857 roku Poznańskiego Towarzystwa Przyjaciół Nauk oraz Towarzystwa Czytelni Ludowych. Należał do Kasyna Polskiego w Bazarze. W 1848 roku znalazł się w szeregach polskiej Gwardii Narodowej w Poznaniu.
Był członkiem Towarzystwa Przemysłowego Polskiego w Poznaniu w 1860 roku.
W 1861 roku ożenił się z Katarzyną z Duszyńskich (Greczynką z pochodzenia) (od 1861) miał syna Stefana.
Zmarł 30 grudnia 1883 roku, pochowany został według obrządku greckiego na cmentarzu parafialnym św. Marcina (staromarcińskim) w Poznaniu (dziś nieistniejącym) dnia 2 stycznia 1884 roku.
W Poznaniu istnieje Antykwariat Naukowy nazwany jego imieniem oraz ulica znajdująca się na Wildzie.

## Wydawnictwo
Wydawnictwo rozpoczęło swoją działalność wraz z powstaniem księgarni. Nie posiadał własnej drukarni, więc drukował u innych, ale zawsze dbał o jednolity profil tematyczny i o jak najlepszą szatę edytorską. Samodzielnie dbał o kolportaż swych wydawnictw, a pisarzom wypłacał wynagrodzenia bez umowy, cierpliwie czekając na rękopisy.

### Profil wydawniczy
Publikował dzieła polskich literatów i uczonych, działających w kraju lub za granicą. Żupański, jak inni polscy księgarze, przemycał lub tajnie drukował emigracyjne broszury polityczne lub gazety, głównie ugrupowania demokratycznego. Nigdy nie został z tego powodu zatrzymany lub karany. Środki na cenne wydawnictwa dla kultury polskiej zdobywał, drukując chodliwe dewocjonalia oraz broszurowe pozycje beletrystyczne dla masowego odbiorcy. Poza tym wydawał: dzieła naukowe, podręczniki szkolne, powieści, opowiadania, poezje, pamiętniki.
Wydawał pięknie ilustrowane edycje poezji: Lenartowicza, Mickiewicza, Pola i Malczewskiego. Od 1853 roku rozpoczął, w ścisłym porozumieniu z autorem, wydawanie wszystkich dzieł Lelewela, ogółem 40 tomów. Podjął również inicjatywę wydawania serii „Pamiętniki z XVIII wieku”.
W wysokiej klasy szacie edytorskiej ukazywały się dzieła Lelewela, Kraszewskiego, Mickiewicza, Lenartowicza, Pola i innych, a także nowsze pamiętniki m.in. Kitowicza, Kołłątaja i Wybickiego.

### Profil ilościowy
- w latach 1839–1852 wydał 93 tytuły w 105 tomach, razem około 1000 arkuszy druku; przeważała pod względem tematycznym historia (15 tytułów) i poezja (12 tytułów),
- w latach 1853–1865 wydał 237 tytułów w 267 tomach, w sumie 3300 arkuszy druku,
- w latach 1866–1878 wydał 211 tytułów w 253 tomach,
- w latach 1879–1884 wydał 64 tytuły w 75 tomach, około 1000 arkuszy druku.

W ciągu niemal pół wieku pracy uczynił ze swojej firmy czołowe wydawnictwo wielkopolskie II połowy XIX wieku. Wydał ok. 600 tytułów w ok. 700 tomach i ok. 9400 arkuszach wydawniczych.

## Wybrane tłumaczenia
- Romuald Hube, Wywód praw spadkowych słowiańskich - przetłumaczył na język niemiecki, wydanie polskie 1832, niemieckie 1836 (nakładem braci Scherk),
- A. Block, Uwagi o gospodarstwie - 4 tomy, tłumaczone w latach 1836–1838,
- Henryk Knott, O uprawie lasów - tłumaczone w latach 1836–1838,

## Wybrane wydania (układ alfabetyczny)
- Alighieri Dante, Boska komedia - wydanie w przekładzie A. Stanisławskiego,
- Barzykowski Stanisław, Historia powstania listopadowego - wydanie 5-tomowe,
- Cegielski Hipolit, Nauka poezji (5 wydań),
- Darowski Aleksander Weryha, Przysłowia polskie odnoszące się do nazwisk szlacheckich i miejscowości,
- Dzierżykraj-Morawski Franciszek, Pisma zbiorowe wierszem i prozą - wydanie 4-tomowe,
- Jarochowski Kazimierz:
  -  Dzieje panowania Augusta II - wydanie z 1856 r.,
  - Literatura poznańska,
  - Opowiadania i studia historyczne,
- Jeż Teodor Tomasz, Hryhor serdeczny - wydanie z 1874 r.,
- Kołłątaj Hugo, Pamiętniki o stanie duchowieństwa katolickiego polskiego i innych wyznań połowy XVIII wieku- przygotowane z rękopisu w 1840,
- Kraszewski Józef Ignacy:
  - Dziadunio - wydanie z 1869 r.,
  - Pamiętnik anegdotyczny z czasów Stanisława Augusta,
  - Polska w czasach trzech rozbiorów - cykl historyczny,
  - Przed burzą - wydanie z 1867 r.,
  - Rachunki,
- Lelewel Joachim:
  - Geografia, opisanie krajów polskich,
  - Korespondencja Lelewela z Karolem Sienkiewiczem i listy do rodzeństwa pisane,
  - Polska, dzieje i rzeczy jej - 20 tomów zbiorowego wydania dzieł tegoż autora, wydawanych od 1853 r. do 1865 (ostatni tom wyszedł po śmierci Lelewela),
- Libelt Karol, Pisma pomniejsze - 6 tomów wydanych w latach 1849–1851,
- Łukaszewicz Józef, Dzieje kościołów wyznania katolickiego w dawnej Małej Polsce - wydanie z 1853 r.,
- Mickiewicz Adam, Literatura Słowiańska - 3 wydanie z 1865 r.,
- Mochnacki Maurycy, Pisma wszystkie - 5 tomowe wydanie z 1865 r.,
- Morawski Teodor, Dzieje narodu polskiego - wydanie 5-tomowe,
- Rymarkiewicz Jan, Nauka prozy (5 wydań),
- Siemieński Lucjan, Podania i legendy polskie, ruskie i litewskie - wydanie ilustrowane przez Władysława Mottego,
- Skarbek Fryderyk, Dzieje Polski - 3-tomowe wydanie,
- Starożytności Polskie - słownik encyklopedyczny, wydany wraz z Jędrzejem Moraczewskim i Antonim Poplińskim, tom pierwszy nakładem J.K. Żupańskiego w 1842,
- Syga J. A., Geografia dawnej Polski,
- Waga Teodor, Historia królów i książąt polskich,
- Zacharasiewicz J., Królewskie krzesło - wydanie z 1878,
- Żychliński Ludwik, Obraz w machinacji mocarstw ościennych przeciw Polsce - wydanie z 1864 r.,
- Żywot Benwenuta Celliniego - wydanie w tłumaczeniu Hieronima Feldmanowskiego,
- pamiętniki: Pauliny Wilkońskiej, Fryderyka Skarbka, J.U.Niemcewicza, H. Zalewskiego, J. Falkowskiego i M. Budzyńskiego.
- monografie z zakresu historii literatury autorstwa: Wojciecha Cybulskiego, Jana Rymarkiewicza.